# India Trotter
India Ashlei Trotter (* 10. März 1985 in Plantation, Florida) ist eine US-amerikanische Fußballspielerin.

## Karriere

### Verein
Während ihres Studiums an der Florida State University spielte Trotter von 2003 bis 2006 für die dortige Hochschulmannschaft der Florida State Seminoles. Ihre Profikarriere begann sie im Jahr 2008 beim W-League-Teilnehmer Pali Blues, mit dem sie umgehend die Meisterschaft feiern konnte, zu der sie mit zwei Toren in der regulären Saison beitrug. Daraufhin wechselte Trotter zur Saison 2008/09 zum Bundesligisten 1. FFC Frankfurt, für den sie in der Hinrunde in sieben Partien auflief. In der Winterpause löste sie ihren Vertrag in Frankfurt auf und kehrte in die USA zurück, um sich auf ihren Studienabschluss zu konzentrieren. Trotter entschied sich zudem zunächst auch gegen die Möglichkeit, in der neugegründeten Women’s Professional Soccer aufzulaufen, obwohl sie zuvor von der Franchise der Saint Louis Athletica gedraftet worden war.
Mit einjähriger Verzögerung kehrte sie zur Saison 2010 wieder in den bezahlten Fußball zurück und spielte in der Folge für Saint Louis, den Sky Blue FC und Atlanta Beat in der WPS. Im Sommer 2011 wechselte Trotter zum schwedischen Erstligaaufsteiger Dalsjöfors GoIF, mit dem sie jedoch den umgehenden Abstieg in die Division 1 hinnehmen musste und daraufhin abermals eine Karrierepause einlegte. Zur Saison 2013 der W-League schloss sie sich dem Team der Carolina Elite Cobras an, für das sie bis 2014 in 15 Partien der Southeastern Division auflief. Zur Saison 2015 der National Women’s Soccer League wurde sie von den Western New York Flash verpflichtet, absolvierte jedoch verletzungsbedingt bis Saisonende kein Pflichtspiel.

### Nationalmannschaft
Trotter lief von 2003 bis 2004 für die US-amerikanische U-19-Nationalmannschaft auf und absolvierte im Jahr 2006 zwei Spiele in der Nationalmannschaft der Vereinigten Staaten.

## Erfolge
- 2008: Meisterschaft in der W-League (Pali Blues)